# 巴雷什·奥维佐夫
巴雷什·奥维佐维奇·奥维佐夫（俄语：Балыш Овезович Овезов；1915年12月29日—1975年10月13日），土库曼人，苏联党和国家领导人。曾担任土库曼苏维埃社会主义共和国部长会议主席，土共中央第一书记等职。

## 生平
- 1915年12月26日（格里历：12月29日）出生于沙俄希瓦汗国Bedirkent村的一个土库曼农民家庭。
- 1931年毕业于塔沙兹州师范学院，毕业后留校任教。
- 1932年-1933年，阿什哈巴德教育学院学习。
- 1933年-1936年，塔沙兹州公共教育部门教师。
- 1936年-1937年，共青团土库曼塔沙兹州团委政治部主任。
- 1937年-1939年，共青团土库曼塔沙兹州团委第一书记。1939年加入联共（布）。
- 1939年-1940年，土库曼共青团中央委员会学生青年部的负责人，中央委员会书记。
- 1940年-1941年，土库曼苏维埃社会主义共和国教育人民副委员。
- 1941年-1942年，土共（布）中央委员会组织指导部门负责人。
- 1942年-1943年，联共（布）中央高级党校学习。
- 1943年-1944年，土共（布）中央阿什哈巴德州委第二书记。
- 1944年-1946年，土共（布）中央塔沙兹州委第二书记。
- 1946年-1947年，土共（布）中央宣传鼓动部党委书记。
- 1947年-1950年，土共（布）中央委员会书记。
- 1950年-1951年7月，土共（布）马雷州委第一书记。
- 1951年7月-1958年1月，土库曼苏维埃社会主义共和国部长会议主席。
- 1958年1月-1959年1月，阿什哈巴德州州长。
- 1959年1月-1960年6月，土库曼苏维埃社会主义共和国部长会议主席。
- 1960年6月-1969年12月，土共中央第一书记。期间，1962年-1964年10月，苏共中央中亚局委员。
- 1970年起退休，兼任土库曼苏维埃社会主义共和国部长会议地质局主任。
- 1975年10月13日于阿什哈巴德逝世，享年59岁。

奥维佐夫是苏共19-23大代表，第22-23届中央委员，第19-20届中央审计委员会委员。第4-5届苏联最高苏维埃民族院代表，第6-7届苏联最高苏维埃联盟院代表，第3-7届土库曼苏维埃社会主义共和国最高苏维埃代表。

## 荣誉
- 三次列宁勋章
- 劳动红旗勋章
- 两次荣誉勋章